# Regla de Thorson
La regla de Thorson (llamada así en referencia a Gunnar Thorson por S. A. Mileikovsky en 1971) es una regla ecogeográfica que establece que los invertebrados marinos bentónicos en latitudes bajas tienden a producir grandes cantidades de huevos que se convierten en larvas pelágicas (a menudo planctotróficas [alimentación de plancton]) y ampliamente dispersas, mientras que en latitudes altas tales organismos tienden a producir menos y más grandes huevos lecitotróficos (que se alimentan de la yema de huevo) y crías más grandes, a menudo por viviparidad u ovoviviparidad, que a menudo se incuban.

## Grupos involucrados
La regla se estableció originalmente para invertebrados del fondo marino, pero también se aplica a un grupo de lombrices parasitarias, ectoparásitos monogénicos en las branquias de los peces marinos. La mayoría de las especies de latitudes bajas de Monogenea producen grandes cantidades de larvas ciliadas. Sin embargo, en latitudes altas, las especies de la familia Gyrodactylidae completamente vivíparas, producen pocos descendientes sin cilias y son muy raras en las latitudes bajas, representan la mayoría de las monogeneas branquiales, es decir, alrededor del 80-90% de todas las especies en las latitudes altas del norte, y aproximadamente un tercio de todas las especies en aguas antárticas y subantárticas, contra menos del 1% en aguas tropicales. Datos compilados por A. V. Gusev en 1978 indican que Gyrodactylidae también puede ser más común en aguas dulces frías que en los sistemas tropicales de agua dulce, lo que sugiere que la Regla de Thorson sería aplicable a los invertebrados de agua dulce.
Hay excepciones a la regla, como por ejemplo los caracoles ascoglosanos: los ascoglosos tropicales tienen una mayor incidencia de lecitotrofia y desarrollo directo que las especies templadas. Un estudio realizado en 2001 indicó que dos factores son importantes para que la regla de Thorson sea válida para los gasterópodos marinos: 1) el hábitat debe incluir sustratos rocosos, porque los hábitats de fondo blando parecen favorecer el desarrollo no pelágico; y 2) es necesario comparar un conjunto diverso de taxones para evitar el problema de las restricciones filéticas, que podrían limitar la evolución de los diferentes modos de desarrollo.

## Aplicación a especies de aguas profundas
El gradiente de temperatura desde las aguas superficiales cálidas hasta las profundidades del mar es similar al de los gradientes latitudinales. Por lo tanto, se puede esperar un gradiente como se describe por la regla de Thorson. Sin embargo, la evidencia de tal gradiente es ambigua; Gyrodactylidae aún no se han encontrado en las profundidades del mar.

## Explicaciones
Se han dado diversas explicaciones para esta regla. Incluyen:
1. Debido a la velocidad reducida de desarrollo a bajas temperaturas, la mayoría de las especies no pueden completar el desarrollo durante el corto tiempo de floración del fitoplancton, del cual dependen las especies planctotróficas;
2. La mayoría de las especies no pueden sincronizar la eclosión con la floración de fitoplancton;
3. Un desarrollo más lento aumenta el riesgo de depredación en larvas pelágicas;
4. Las larvas no pelágicas pueden asentarse cerca del progenitor, es decir, en un entorno favorable;
5. Las pequeñas larvas pelágicas pueden tener dificultades osmóticas en los veranos árticos y antárticos, debido a la fusión del hielo;
6. Las larvas pequeñas pueden no ser capaces de sobrevivir a temperaturas muy bajas;
7. La temperatura fría puede seleccionar un tamaño grande al comienzo del desarrollo, lo que resulta en larvas no pelágicas; y
8. En aguas frías es más difícil precipitar el calcio disuelto, lo que resulta en un tamaño corporal reducido de los animales sostenidos por esqueletos de calcio, lo que conduce a la viviparidad.

La mayoría de estas explicaciones pueden excluirse para la Monogenea, cuyas larvas nunca son planctotróficas (por lo tanto, eliminando las explicaciones 1 y 2), sus larvas son siempre de corta duración (3), los Gyrodactylidae son más comunes no solo cerca del hielo derretido sino también en los mares fríos. en general (5). La explicación 6 es poco probable, ya que los organismos pequeños son comunes en los mares fríos, Gyrodactylidae se encuentran entre los Monogenea más pequeños (7), y Monogenea no posee esqueletos calcáreos (8). La conclusión es que la explicación más probable para la Monogenea (y por ende para otros grupos) es que las larvas pequeñas no pueden ubicar hábitats adecuados a bajas temperaturas, donde los procesos sensoriales fisiológicos se ralentizan, y/o las bajas temperaturas evitan la producción de cantidades suficientes de larvas pelágicas, que serían necesarias para encontrar hábitats adecuados en los vastos espacios oceánicos.

## Implicancias para la regla de Rapoport
La regla de Rapoport establece que las zonas de distribución latitudinales de especies son generalmente más pequeñas en latitudes bajas que en latitudes altas. La regla de Thorson contradice la regla de Rapoport, porque las especies se dispersan más ampliamente en las latitudes bajas que en las altas, lo cual queda complementado por mucha evidencia existente contra la generalidad de la regla de Rapoport y por el hecho de que las especies tropicales a menudo tienen zonas de distribución geográficas más amplias que las especies de latitudes altas.